# フォルモスス (ローマ教皇)

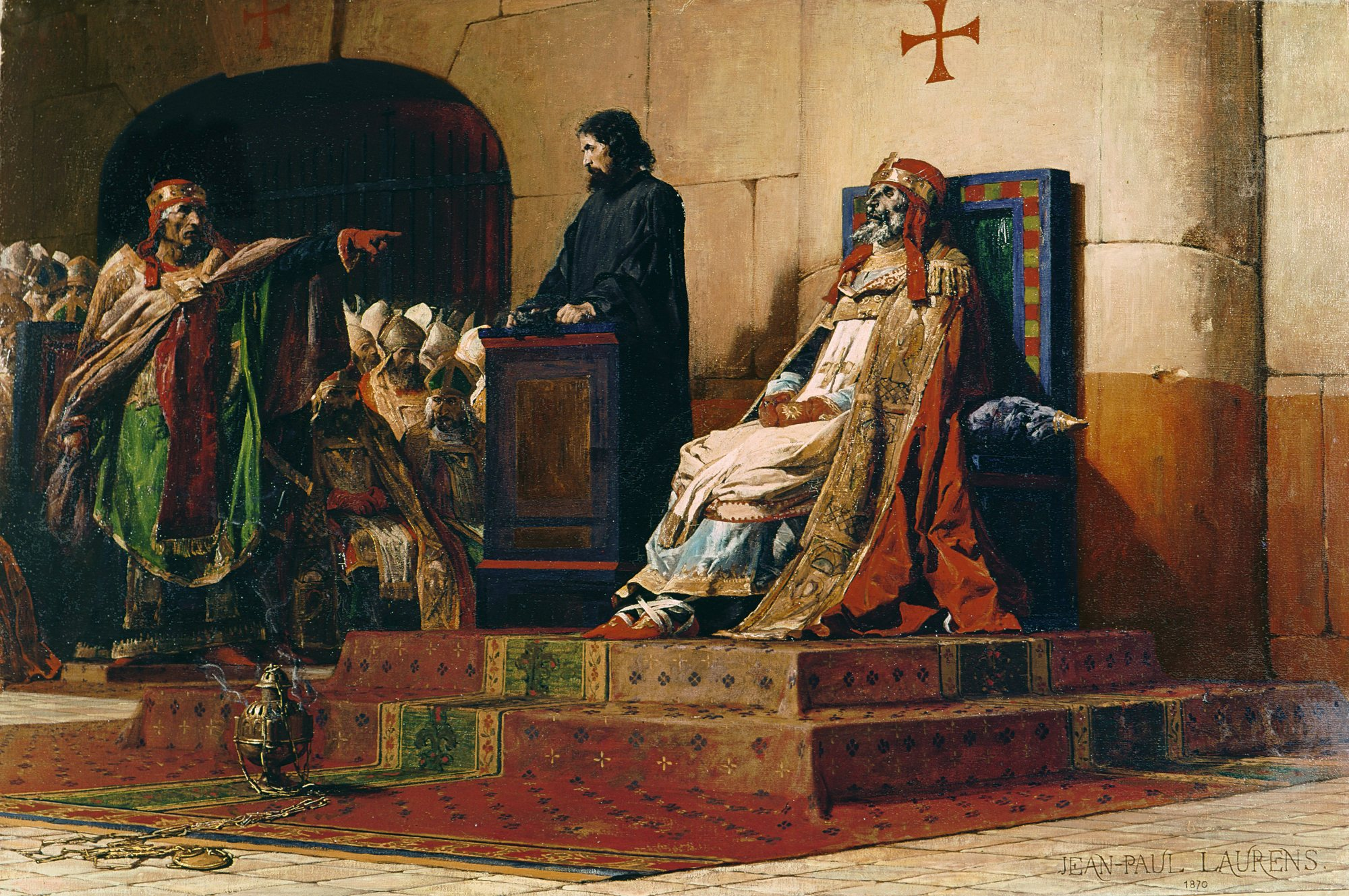
『死体裁判』を描いたジャン＝ポール・ローランス作、『フォルモススとステファヌス7世』、1870年.

フォルモスス（Formosus, 816年頃? - 896年4月4日）は、第111代ローマ教皇（在位：891年 - 896年）。死後、異様な死体裁判にかけられたことで知られる。
864年に教皇ニコラウス1世によりポルトガルのポルトの司教枢機卿となり、866年には教皇特使としてビザンティンの正教会からの独立を望んでいたブルガリアへと派遣された。熱心に布教活動を行い、ブルガール人をキリスト教に改宗させた。また、ブルガリア王ボリス1世からブルガリア教会の長となることを提案されたが、ニコラウス1世やハドリアヌス2世により反対され、フォルモススはローマに召喚された。これにより、ブルガリアはギリシャ正教を採用し、やがてブルガリア正教会が設立されることとなった。
875年のクリスマスの日には、ローマで西フランク王シャルル2世をローマ皇帝として戴冠している。しかし、時の教皇ヨハネス8世の反発を買い、翌876年に破門に処せられている。883年に次の教皇マリヌス1世により赦免されポルト司教に復帰、891年のステファヌス5世の死後教皇に選出された。
教皇に就任すると、スポレート公兼ローマ皇帝グイード・ダ・スポレートとランベルト・ダ・スポレート父子の圧力に苦しめられ、892年にグイードに強いられランベルトを共同皇帝として戴冠させた。しかしグイードの圧力に耐えかねて翌893年に東フランク王アルヌルフへ助けを求め、応じたアルヌルフが894年にイタリアへ遠征（グイードは同年死去）、896年2月にローマへ入城したアルヌルフを皇帝として戴冠させた。ところが、アルヌルフは脳溢血に倒れイタリアを去り、フォルモススも4月に死亡したためランベルトがローマの支配者になり、フォルモススの死後選出されたボニファティウス6世の急死に伴いステファヌス6世を教皇に擁立した。
死後、ランベルトに焚きつけられたステファヌス6世によって墓が暴かれ、遺体が引きずり出され、裁判にかけられた（死体裁判）。有罪になり、聖別のための指が切り落とされ、凌蹂されたフォルモススの遺体は裁判後、墓に投じられたが、その後テヴェレ川に投棄された。フォルモススの名誉が回復されたのは、裁判に反発した民衆暴動でステファヌス6世が廃位・殺害された後に選出された教皇ロマヌスの時代であり、続く教皇テオドルス2世の時代にテヴェレ川から遺体が引き揚げられ、バチカンに葬られた。そして教皇ヨハネス9世により死体裁判の無効が宣言された。